# Pelargoderus assimilis
Pelargoderus assimilis là một loài bọ cánh cứng trong họ Cerambycidae.